# Shadrach Woods
Shadrach Woods (* 30. Juni 1923; † 31. Juli 1973) war ein US-amerikanischer Architekt und Mitglied des Team 10, auch Team X oder Team Ten genannt. Dies war eine von 1953 bis 1981 bestehende Architektengruppe. Daraus entstand auch das Architekturbüro Candilis-Josic-Woods. Dieses war maßgeblich an der Planung der Großwohnsiedlung Hamburg-Steilshoop beteiligt.

## Ausgeführte Planungen (Auswahl)

### Büro Candilis-Woods
- 1951–1955: Cité Verticale, Casablanca, Marokko (mit Georges Candilis und Victor Bodiansky)[2][3]